# Масерија Марзело (Лече)
Масерија Марзело (итал. Masseria Marsello) је насеље у Италији у округу Лече, региону Апулија.
Према процени из 2011. у насељу је живело 5 становника. Насеље се налази на надморској висини од 27 м.